# Musée Hugues-de-Payns
Le musée Hugues-de-Payns  se situe dans le village de Payns, dans le département de l'Aube en Champagne-Ardenne.
Il ouvre ses portes en 1997, afin de faire découvrir l’histoire d’Hugues de Payns, fondateur et premier maître de l’ordre du Temple.
En 1998, un sondage archéologique sur le site de la Commanderie de Payns permet la mise au jour de vestiges, et les découvertes faites lors de celui-ci y sont désormais exposées.